# 3489 Lottie
A 3489 Lottie (ideiglenes jelöléssel 1983 AT2) a Naprendszer kisbolygóövében található aszteroida. K. Herkenhoff, G. Ojakangas fedezte fel 1983. január 10-én.